# Agustín Francisco de Leysa y Eraso
Agustín Francisco de Leysa y Eraso (Madrid, 27 d'agost de 1712-6 de desembre de 1772) va ser un noble espanyol, membre de la cort de Carles III.
Nascut al carrer del Pez de la vila de Madrid, era fill dels marquesos d'Alcázar José de Leysa y Eraso, cavaller de l'Orde d'Alcántara i membre del Consell de Castella, i de Micaela Vaquerizo y Ponce de León.
Estigué lligat al llarg de la seva vida amb la cort de Madrid, al servei del rei Carles III d'Espanya. Serví inicialment com oïdor del Reial Consell de Navarra. El 1764 obtingué un lloc com a alcalde de Casa i Cort, després nomenat ministre del Consell d'Hisenda i del Consell Suprem de Castella. L'any 1769 fou nomenat governador de la Sala d'Alcaldes, càrrec on es mantingué fins a la seva mort. Durant aquest llarg període de 28 anys en què estigué al càrrec de la sala, també ascendí a la reial cambra del rei, on dugué a terme diverses comissions i encàrrecs particulars del monarca amb tanta activitat, que el 1771, el rei el va honrar creant-lo cavaller pensionat de l'Orde de Carles III, recentment creat pel monarca.
Morí a Madrid el 6 de desembre de 1772.